# 姆祖祖大学
姆祖祖大学（Mzuzu University）是位於马拉维北部区的首府姆祖祖的一所公立大學，成立於1997年，是马拉维第二大公立大学。在读学生总数约8500人。
姆祖祖大学目前共设三大学院，各学院下设不同系别和专业。这三大学院分别是：
- 教育学院
- 环境科学学院
- 信息科学与通信技术学院

还有三大中心，分别是：
- 继续教育中心
- 可再生能源技术训练测试中心
- 防务与安全研究中心